# Верхньомаксаковське міське поселення
Верхньомакса́ковське міське поселення (рос. Верхнемаксаковское сельское поселение) — муніципальне утворення у складі Сиктивкарського міського округу Республіки Комі, Росія. Адміністративний центр — селище міського типу Верхня Максаковка.

## Населення
Населення — 4906 осіб (2010; 4784 у 2002, 277 у 1989).

## Склад
До складу поселення входять такі населені пункти:
| Населений пункт                         | Населення, осіб (1989) | Населення, осіб (2002) | Населення, осіб (2010) |
| --------------------------------------- | ---------------------- | ---------------------- | ---------------------- |
| Верхня Максаковка, селище міського типу | -                      | 4026                   | 4198                   |
| Верхній Миртию, селище                  | 277                    | 131                    | 86                     |
| Вильтидор, селище                       | -                      | 627                    | 622                    |